# Pingshui (köpinghuvudort i Kina, Zhejiang Sheng, lat 29,89, long 120,62)
Pingshui (kinesiska: 平水镇, 平水) är en köpinghuvudort i Kina. Den ligger i provinsen Zhejiang, i den östra delen av landet, omkring 59 kilometer sydost om provinshuvudstaden Hangzhou. Antalet invånare är 48 263. Befolkningen består av 24 336 kvinnor och 23 927 män. Barn under 15 år utgör 10,0 %, vuxna 15-64 år 76 %, och äldre över 65 år 12,0 %.
Runt Pingshui är det tätbefolkat, med 613 invånare per kvadratkilometer. Närmaste större samhälle är Shaoxing, 12,7 km norr om Pingshui. I omgivningarna runt Pingshui växer i huvudsak blandskog.
Genomsnittlig årsnederbörd är 2 022 millimeter. Den regnigaste månaden är juni, med i genomsnitt 356 mm nederbörd, och den torraste är januari, med 72 mm nederbörd.